# 영성 (1739년)
영성 (중국어 간체자: 永珹, 병음: yǒngchéng, 1739년 2월 2일 - 1777년 4월 5일)은 청나라의 황자로, 건륭제의 4남이다.

## 생애
건륭 4년 (1739년) 정월 14일 묘시에, 벽동서원에서 숙가황귀비 금가씨 (당시 가빈) 소생으로 태어났다. 대련도서관에서 소장하고 있는 청나라 내부무 기록을 보면, 건륭 4년 11월, 광저금사가 육고 사무랑 중마이거 등 문개가 벽동서원의 황자마마의 수유모는 관례대로 은 79냥을 지급한다고 쓰여있다.
건륭 28년 11월, 황제의 명을 받들어, 윤도의 뒤를 이어 군왕을 습작받았다.
건륭 33년 3월 2일, 4황자가 어서처 무영전의 사무 관리를 했다. 건륭 35년 정월 8일, 4황자에게 옹화궁 사무를 관리하게 하였고, 같은 해 4황자는 신께 제사를 드린다는 명목으로 하루도 서재에 들어가지 않았고, 스승인 한림시독학사 왕명석 등은 벌금을, 윤계선 등은 벌금을 면제받았다.
건륭 42년 (1777년) 2월 18일, 4황자는 원명원에서 병이 더 커졌고, 2월 28일 진시에 39세의 나이로 사망하고, 시호로 단(端)을받았다. 건륭제는 8황자 영선에게 상복을 입게 하였고, 금간과 함께 장례를 치르도록 지시했다.
가경 4년 3월, 가경제는 영성을 "항상 상서방에서 우독하고, 학문과 재주가 모두 우수했다"고 하였고, 만약 일찍 사망하지 않았더라면, 건륭제는 이미 친왕으로 봉했을 것이라며, 친왕으로 추봉해주었다. 

## 가족관계

### 처첩
- 원배복진 니오후루씨(鈕祜祿氏) - 총독 아리곤의 딸[7][8].
- 적복진 이르건기오로씨 - 화석액부 복증액의 차녀[9].
- 측복진 완안씨[10][11] - . 내무부 총관 공의의 딸.
- 시녀 고씨 - 오십구의 딸.
- 첩 하씨
- 첩 장씨

### 아들
| - | 봉호                    | 시호 | 이름                          | 생몰년도        | 생모          | 자식  | 비고   |
| - | ----------------------- | ---- | ----------------------------- | --------------- | ------------- | ----- | ------ |
| 1 | 다라이군왕 (多羅履郡王) |      | 애신각라 면혜 (愛新覺羅 綿惠) | 1764년 - 1796년 | 측복진 완안씨 | 1양자 | [ 12 ] |
| 2 |                         |      |                               | 1766년          | 측복진 완안씨 |       | [ 13 ] |
| 3 |                         |      |                               | 1767년 - 1769년 | 측복진 완안씨 |       | [ 13 ] |
| 4 |                         |      |                               | 1771년          | 측복진 완안씨 |       | [ 13 ] |
| 5 |                         |      |                               | 1775년          | 첩 하씨       |       | [ 13 ] |
| 6 |                         |      |                               | 1779년          | 첩 장씨       |       | [ 13 ] |

### 딸
| - | 봉호 | 시호 | 이름 | 생몰년도        | 생모          | 부마                                                                               | 자식 | 비고 |
| - | ---- | ---- | ---- | --------------- | ------------- | ---------------------------------------------------------------------------------- | ---- | ---- |
| 1 |      |      |      | ? - 1766년      | 시녀 고씨     |                                                                                    |      |      |
| 2 | 현주 |      |      | 1769년 - 1787년 | 측복진 완안씨 | 객륵갑사씨 아랍선화석친왕 나포장다이제의 아들 왕심파목이 (喀勒甲斯氏 旺沁巴穆巴尔) |      |      |
| 3 | 현주 |      |      | 1776년 - ?      | 측복진 완안씨 | 오한공 납목찰륵다이제 (敖汉公 纳穆扎勒多尔济)                                      |      |      |

## 영성이 나온 작품
| 년도 | 작품명   | 배우                                      | 극중 이름     | 극중 칭호     |
| ---- | -------- | ----------------------------------------- | ------------- | ------------- |
| 2018 | 연희공략 | 팡양페이                                  | 애신각라 영성 | 4황자(四阿哥) |
| 2018 | 여의전   | 롱즈샨 (유아) 후샨쉬 (소년) 안지에 (성년) | 애신각라 영성 | 4황자(四阿哥) |